# Open Geospatial Consortium
Open Geospatial Consortium (OGC) je mezinárodní standardizační organizace založená na dobrovolné shodě. OGC zahrnuje celosvětově více než 400 komerčních, vládních, nevýdělečných a vědeckých organizací za účelem spolupráce na procesu otevřené shody podporující vývoj a implementaci standardů pro geoprostorová data a služby, GIS, zpracování dat a jejich výměnu. V minulosti byla organizace známá jako Open GIS Consortium.
Většina OGC specifikací je založena na obecné architektuře, která je popsána v sadě dokumentů známé jako Obecné specifikace (Abstract Specification). Tato specifikace popisuje základní datový model pro geografické elementy. Na základě obecné specifikace je postavena řada dalších specifikací, či standardů, které byly vytvořeny (či právě jsou vytvářeny) pro specifické potřeby interoperability a geoinformačních technologií včetně GIS.

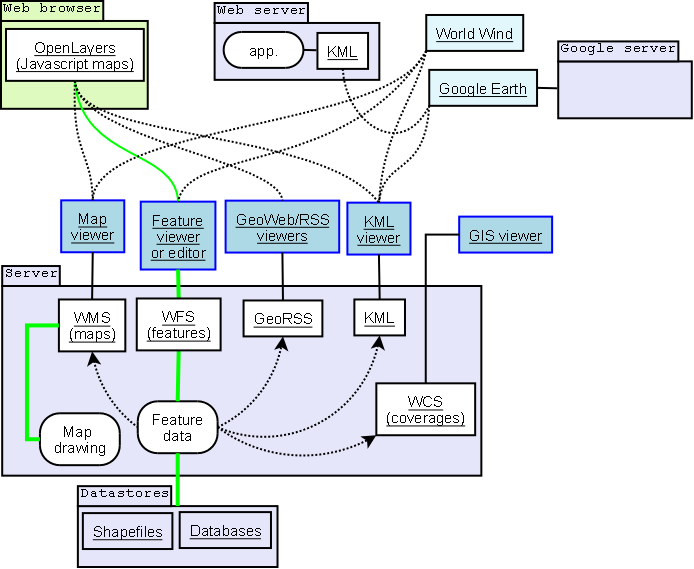
Vztah mezi klienty a servery a některé OGC protokoly

Seznam nejdůležitějších OGC specifikací (celkem je jich 28):
- OGC referenční model – kompletní sada referenčních modelů.
- WMS – Web Map Service: Poskytuje mapu ve formě obrazových dat.
- WMTS – Web Map Tile Service: Mapa ve formě obrazových dat rozdělených do dlaždic, rychlejší načítání oproti WMS.
- WFS – Web Feature Service: Určená pro získání a změnu popisu prvků.
- WCS – Web Coverage Service: Poskytuje coverage objekty daného území.
- WPS – Web Processing Service: Služba pro vzdálené zpracování dat.
- CSW – Catalogue Service for Web: Přístup k informacím katalogu.
- SFS – Simple Features – SQL
- SOS - Sensor Observation Service
- SPS – Sensor Planning Service
- SensorML - Sensor Model Language
- GML – Geography Markup Language: formát XML pro geografická data.
- KML – Keyhole Markup Language: jazyk založený na XML schématu pro vyjádření popisu geografických dat, jejich vizualizaci v existujících či budoucích webových, 2D a 3D datových prohlížečkách.
- SLD – Styled Layer Descriptor: Klientská definice podoby požadovaných dat.
- WSC – Web Service Common

Tyto specifikace byly původně vytvořeny na základě REST paradigmatu pro interakci webových systémů založené na zprávách. Nicméně, v posledních letech členové organizace pracovali na definici společného přístupu pro SOAP a WSDL.
OGC má úzké vazby na ISO/TC 211 (Geographic Information/Geomatics). Obecné OGC specifikace jsou postupně nahrazovány sadou standardů ISO 19100, která je vyvíjena výše zmíněnou komisí. Kromě toho OGC standardy Web Map Service, GML a Simple Features Access jsou uznány jako ISO standardy.
OGC dále spolupracuje s ostatními mezinárodními standardizačními organizacemi jako je W3C či OASIS.

## Obecné OGC specifikace
Feature Geometry (ISO 19107)
Popis geometrie geografických elementů.
Spatial Referencing by Coordinates (ISO 19111)
Definuje schéma pro popis prostorového připojení pomocí souřadnic. Popisuje minimální sadu informací potřebnou pro definování 1-, 2- a 3-dimenzionálního referenčního souřadnicového systému s volitelným rozšířením pro prostorově-časové referenční systémy. Definuje také minimální potřebné informace pro převod souřadnic mezi jednotlivými souřadnicovými systémy.
Locational Geometry Structures
Stored Functions and Interpolation
Features
Schema for coverage geometry and functions
Earth Imagery
Relationships Between Features
Feature Collections
Metadata
The OpenGIS Service Architecture
Catalog Services
Semantics and Information Communities
Image Exploitation Services
Image Coordinate Transformation Services
Location Based Mobile Services
Geospatial Digital Rights Management Reference Model